# Dorf Mecklenburg
Dorf Mecklenburg (pol. hist. Mechlin) – gmina w Niemczech, w kraju związkowym Meklemburgia-Pomorze Przednie, w powiecie Nordwestmecklenburg, siedziba związku gmin Dorf Mecklenburg-Bad Kleinen.

## Historia
Na południe od współczesnej miejscowości znajduje się grodzisko po głównym grodzie Obodrytów właściwych (Reregów) – Mecklenburgu, wzmiankowanym w 965 roku przez kupca i podróżnika Ibrahima Ibn Jakuba pod nazwą Mickelenburg, jako siedziba Nakona. Spalony w XII wieku przez księcia Obodrzyców Niklota podczas obrony przed wojskami Henryka Lwa.
W XIII wieku w miejscu grodu wybudowano murowany zamek na siedzibę księcia Schwerinu.
W XIX wieku na terenie grodziska założono cmentarz.